# 柳芳 (永樂進士)
柳芳（14世紀—15世紀），字墀茂，江西九江府都昌縣人，明朝政治人物。

## 生平
柳芳山是永樂二十一年（1423年）舉人，次年（1424年）成進士，獲授刑部四川司郎中，判案明恕；陞任湖廣布政司參政，調官山西布政司參政，任職之處都有聲譽，一時得稱頌。